# Bariumoxalaat
Bariumoxalaat is het bariumzout van oxaalzuur en heeft als brutoformule BaC2O4. Het is een wit en geurloos kristallijn poeder, dat zo goed als onoplosbaar is in water.

## Synthese
Bariumoxalaat kan bereid worden door de neerslagreactie van bariumchloride met oxaalzuur:
{\displaystyle {\ce {BaCl2 + C2O4H2 -> BaC2O4 + 2HCl}}}

## Toepassingen
Bariumoxalaat wordt in de pyrotechniek gebruikt samen met magnesium om een groen licht te geven.